# DierAnimal
DierAnimal es un partido político animalista y bilingüe belga creado en noviembre de 2017, suponiendo el undécimo partido animalista que existe en la Unión Europea. Uno de sus pilares es el fin de la experimentación animal, de los zoológicos y el de la ganadería intensiva, apostando por una agricultura sostenible con el medioambiente, saludable y respetuosa con los animales. Su visión es la de que los derechos de los animales sean considerados seres sintientes en Constitución belga. A nivel internacional abogan por la reforestación a nivel mundial y una conservación y cuidado de los bosques en todo el mundo. La presidenta es la chilena Constance Adonis El partido aún no ha participado en unas elecciones, pero se presentará a las elecciones de 2019.

## Resultados electorales

### Elecciones federales
| Año  | Votos  | %    | Resultado | +/-           |
| ---- | ------ | ---- | --------- | ------------- |
| 2019 | 47.733 | 0,70 | 0/150     | Nuevo         |
| 2024 | 10.341 | 0,15 | 0/150     | Decrecimiento |

### Elecciones al Parlamento de Bruselas-Capital
| Año  | Votos | %    | Resultado | +/- |
| ---- | ----- | ---- | --------- | --- |
| 2019 | 5.804 | 1,26 | 0/89      |     |

### Elecciones europeas
En las  europeas de 2019 se presentó en los colegios francófono, consiguiendo un eurodiputado dentro de dicha coalición. En la región germanófona se presentó en solitario, consiguiendo 606 votos y el 1,46 % de los votos.
| Año  | Votos (Colegio germanófono) | %    | Resultado |
| ---- | --------------------------- | ---- | --------- |
| 2019 | 606                         | 1,49 | 0/21      |